# Tyr Martin
Tyr Herbert Martin, född 16 mars 1915 i Oscars församling i Stockholm, död 15 juli 1990 i Munkarps församling i Höör i Malmöhus län, var en svensk teaterdekoratör, målare och grafiker.

## Biografi
Tyr Martin var son till ryttmästaren Frank Hugo Martin och friherrinnan Louise af Ugglas och från 1943 gift med Greta Elisabeth Nilsson. Han studerade vid Otte Skölds målarskola i Stockholm 1934–1935 och för John Jon-And vid Operans dekorationsavdelning 1936 samt skolan för grafisk konst vid Konsthögskolan 1938–1939. Han var anställd som extra dekorationsmålare vid Operan 1937–1940 och som perspektivtecknare vid Arméförvaltningen 1943–1945 samt dekorationsmålare vid Malmö stadsteater 1945–1954. Han utnämndes till dekorationschef vid Norrköping-Linköpings stadsteater 1954. Som konstnär medverkade han i utställningar med Sveriges allmänna konstförening och i ett flertal grafikutställningar. Hans konst består huvudsakligen av landskap. Martin är representerad vid Gustav VI Adolfs samling.

## Teater

### Scenografi (ej komplett)
| År   | Produktion                                                                                      | Upphovsmän | Regi                          | Teater                           | Noter                                                                       |
| ---- | ----------------------------------------------------------------------------------------------- | --- | ----------------------------- | -------------------------------- | --------------------------------------------------------------------------- |
| 1948 | Radiobragden Radio Rescue                                                                       | Charlotte B. Chorpenning Översättning Arne Lydén                                                                                      | Malmö Stadsteater Arne Lydén  |                                  |                                                                             |
| 1954 | Markisinnan The Marquise                                                                        | Noël Coward Översättning Elsa af Trolle                                                                                               | John Zacharias                | Norrköping-Linköping stadsteater |                                                                             |
| 1954 | Tjuvarnas bal Le Bal des Voleurs                                                                | Jean Anouilh Översättning Gustaf Bjurström och Tuve-Ambjörn Nyström                                                                   | John Zacharias                | Norrköping-Linköping stadsteater |                                                                             |
| 1954 | Dödsdansen                                                                                      | August Strindberg | John Zacharias                | Norrköping-Linköping stadsteater |                                                                             |
| 1954 | Thehuset Augustimånen The Teahouse of the August Moon                                           | John Patrick Översättning Stig Ahlgren                                                                                                | Olof Thunberg                 | Norrköping-Linköping stadsteater |                                                                             |
| 1955 | Lilla Helgonet Mam’zelle Nitouche                                                               | Henri Meilhac, Albert Millaud och Florimond Hervé Översättning Kar de Mumma, Karl-Ewert och Bertil Norström                           | Olof Thunberg                 | Norrköping-Linköping stadsteater |                                                                             |
| 1955 | Pippi Långstrump                                                                                | Astrid Lindgren | Bertil Norström               | Norrköping-Linköping stadsteater |                                                                             |
| 1955 | Så tuktas en argbigga The Taming of the Shrew                                                   | William Shakespeare Översättning Allan Bergstrand                                                                                     | John Zacharias                | Norrköping-Linköping stadsteater |                                                                             |
| 1955 | En nyck Un Caprice                                                                              | Alfred de Musset | Ingrid Luterkort              | Norrköping-Linköping stadsteater |                                                                             |
| 1955 | Hustruleken Affairs of State                                                                    | Louis Verneuil Översättning Herbert Wärnlöf                                                                                           | John Zacharias                | Norrköping-Linköping stadsteater |                                                                             |
| 1955 | Frisöndag Frisøndag                                                                             | Leck Fischer Översättning Nils Beyer                                                                                                  | Ingrid Luterkort              | Norrköping-Linköping stadsteater |                                                                             |
| 1955 | Jag vill vara en annan Jeg vil være en Anden                                                    | Leck Fischer Översättning Arne Lindberg                                                                                               | Kurt-Olof Sundström           | Norrköping-Linköping stadsteater |                                                                             |
| 1955 | Vill ni leka med mej? Voulez vous jouer avec moi?                                               | Marcel Achard och Georges Vian Parys Översättning Claes Hoogland                                                                      | John Zacharias                | Norrköping-Linköping stadsteater |                                                                             |
| 1955 | Körsbärsträdgården Вишнёвый сад, Visjnjovyj sad                                                 | Anton Tjechov Översättning Jarl Hemmer                                                                                                | John Zacharias                | Norrköping-Linköping stadsteater |                                                                             |
| 1955 | Blåjackor Boys in Blue                                                                          | Lajos Lajtai och Lauri Wylie | John Zacharias                | Norrköping-Linköping stadsteater |                                                                             |
| 1956 | Vår ofödde son                                                                                  | Vilhelm Moberg | Kurt-Olof Sundström           | Norrköping-Linköping stadsteater |                                                                             |
| 1956 | Åh, en så’n Pappa! The Remarkable Mr. Pennypacker                                               | Liam O’Brien Översättning Eva Tisell                                                                                                  | Olof Thunberg                 | Norrköping-Linköping stadsteater | Scenografi och kostym                                                       |
| 1956 | Mister Ernest The Importance of Being Earnest                                                   | Oscar Wilde Översättning Elisabeth Lovén-Hansson                                                                                      | Ingrid Luterkort              | Norrköping-Linköping stadsteater | Scenografi och kostym                                                       |
| 1956 | Melodi på lergök                                                                                | Lars-Levi Læstadius | John Zacharias                | Norrköping-Linköping stadsteater |                                                                             |
| 1956 | Anne Franks dagbok The Diary of Anne Frank                                                      | Frances Goodrich och Albert Hackett Översättning Lill-Inger och Göran O. Eriksson                                                     | John Zacharias                | Norrköping-Linköping stadsteater |                                                                             |
| 1956 | Värdshusvärdinnan La locandiera                                                                 | Carlo Goldoni Bearbetning Kurt-Olof Sundström                                                                                         | Kurt-Olof Sundström           | Norrköping-Linköping stadsteater |                                                                             |
| 1956 | Vita hästen Im weißen Rößl                                                                      | Hans Müller och Ralph Benatzky Översättning Kar de Mumma och Karl-Ewert                                                               | John Zacharias                | Norrköping-Linköping stadsteater | Scenografi och kostym                                                       |
| 1957 | Gustav Vasa                                                                                     | August Strindberg | John Zacharias                | Norrköping-Linköping stadsteater | Scenografi och kostym                                                       |
| 1957 | Turturduvans röst The Voice of the Turtle                                                       | John Van Druten Översättning Eva Tisell                                                                                               | Ingrid Luterkort              | Norrköping-Linköping stadsteater |                                                                             |
| 1957 | Natten till den 17 januari Night of January 16th                                                | Ayn Rand Översättning Stig Torsslow                                                                                                   | John Zacharias                | Norrköping-Linköping stadsteater |                                                                             |
| 1957 | Fabian öppnar portarna                                                                          | Walentin Chorell | John Zacharias                | Norrköping-Linköping stadsteater |                                                                             |
| 1957 | Pygmalion                                                                                       | George Bernard Shaw Översättning Bengt Anderberg                                                                                      | John Zacharias                | Norrköping-Linköping stadsteater | Scenografi och kostym                                                       |
| 1957 | Simones drömmar Die Gesichte der Simone Machard                                                 | Bertolt Brecht och Hanns Eisler Översättning Kurt-Olof Sundström                                                                      | Kurt-Olof Sundström           | Norrköping-Linköping stadsteater | Scenografi och kostym                                                       |
| 1958 | Paria Den starkare Leka med elden                                                               | August Strindberg | John Zacharias                | Norrköping-Linköping stadsteater | Scenografi och kostym                                                       |
| 1958 | Tredje personen Monsieur Lamberthier                                                            | Louis Verneuil Översättning Lennart Lagerwall                                                                                         | John Zacharias                | Norrköping-Linköping stadsteater |                                                                             |
| 1958 | Oh, mein Papa! Das Feuerwerk                                                                    | Erik Charell, Jürg Amstein och Paul Burkhard Översättning Britt G. Hallqvist                                                          | Albert Gaubier John Zacharias | Norrköping-Linköping stadsteater |                                                                             |
| 1958 | Fallna änglar Fallen Angels                                                                     | Noël Coward Översättning Ragnar Widestedt                                                                                             | Ingrid Luterkort              | Norrköping-Linköping stadsteater |                                                                             |
| 1958 | Bröllopet på Seine La Belle Marinière                                                           | Marcel Achard Översättning Stig Torsslow                                                                                              | John Zacharias                | Norrköping-Linköping stadsteater |                                                                             |
| 1958 | Bättre sent än aldrig It’s never too late                                                       | Felicity Douglas Översättning Lill-Inger Eriksson                                                                                     | John Zacharias                | Norrköping-Linköping stadsteater |                                                                             |
| 1958 | Clérambard                                                                                      | Marcel Aymé Översättning Bengt Anderberg                                                                                              | Gösta Folke                   | Norrköping-Linköping stadsteater | Scenografi och kostym                                                       |
| 1959 | Thermopyle                                                                                      | H.C. Branner Översättning Jan Gehlin                                                                                                  | John Zacharias                | Norrköping-Linköping stadsteater |                                                                             |
| 1959 | Spöket på Canterville The Canterville Ghost                                                     | Bernt Callenbo efter Oscar Wildes novell                                                                                              | Bertil Norström               | Norrköping-Linköping stadsteater |                                                                             |
| 1959 | Den vackra mjölnarfrun La Molinera de Arcos                                                     | Alejandro Casona Översättning Arne Häggqvist                                                                                          | Sam Besekow                   | Norrköping-Linköping stadsteater |                                                                             |
| 1959 | Bägge eller ingen Janus                                                                         | Carolyn Green Översättning Stig Ahlgren                                                                                               | John Zacharias                | Norrköping-Linköping stadsteater |                                                                             |
| 1959 | Frestelse Romancero                                                                             | Jacques Deval Översättning Stig Ahlgren                                                                                               | John Zacharias                | Norrköping-Linköping stadsteater | Scenografi och kostym                                                       |
| 1959 | Den beskedlige älskaren The Complaisant Lover                                                   | Graham Greene Översättning Tore Zetterholm                                                                                            | Lars Barringer                | Norrköping-Linköping stadsteater |                                                                             |
| 1960 | Hedda Gabler                                                                                    | Henrik Ibsen | Rune Carlsten                 | Norrköping-Linköping stadsteater | Scenografi och kostym                                                       |
| 1960 | Två på gungbrädet Two for the Seesaw                                                            | William Gibson Översättning Birgitta Hammar                                                                                           | Ingrid Luterkort              | Norrköping-Linköping stadsteater |                                                                             |
| 1960 | Napoleons tvätterska Madame Sans-Gêne                                                           | Victorien Sardou och Émile Moreau Översättning Herbert Grevenius                                                                      | John Zacharias                | Norrköping-Linköping stadsteater |                                                                             |
| 1960 | Giftermålet Женитьба, Zhenit'ba                                                                 | Nikolai Gogol Översättning Hjalmar Dahl                                                                                               | Sture Ericson                 | Norrköping-Linköping stadsteater | Scenografi och kostym                                                       |
| 1960 | Äktenskapsskolan L’école des femmes                                                             | Molière Översättning Oscar Wieselgren                                                                                                 | Rune Carlsten                 | Norrköping-Linköping stadsteater | Scenografi och kostym                                                       |
| 1960 | Folk och rövare i Kamomilla stad Folk og røvere i Kardemomme by                                 | Thorbjørn Egner och Bjarne Amdahl Översättning Ulf Peder Olrog och Håkan Norlén                                                       | Bertil Norström               | Norrköping-Linköping stadsteater | Scenografi och kostym                                                       |
| 1961 | Dunungen                                                                                        | Selma Lagerlöf | Sture Ericson                 | Norrköping-Linköping stadsteater | Scenografi och kostym                                                       |
| 1961 | Miss 6                                                                                          | Bertil Norström och Gunnar Hoffsten                                                                                                   | Jackie Söderman               | Norrköping-Linköping stadsteater | Scenografi och kostym                                                       |
| 1961 | Nattkyparen                                                                                     | Vilhelm Moberg | John Zacharias                | Norrköping-Linköping stadsteater |                                                                             |
| 1961 | Kataki                                                                                          | Shimon Wincelberg Översättning Carl-Olof Lång                                                                                         | John Zacharias                | Norrköping-Linköping stadsteater | Scenografi och kostym                                                       |
| 1961 | Picknick på slagfältet Pique Nique En Campagne                                                  | Fernando Arrabal Översättning Evert Lundström                                                                                         | Sture Ericson                 | Norrköping-Linköping stadsteater | Scenografi och kostym                                                       |
| 1961 | Björnen Медведь: Shutka v odnom deystvii                                                        | Anton Tjechov Översättning David Belin                                                                                                | Lars Gerhard Norberg          | Norrköping-Linköping stadsteater | Scenografi och kostym                                                       |
| 1961 | Markurells i Wadköping                                                                          | Hjalmar Bergman | Rune Carlsten                 | Norrköping-Linköping stadsteater | Scenografi och kostym                                                       |
| 1962 | Hederligt folk Chuckeyhead Story                                                                | Paul Vincent Carroll Översättning Bengt Anderberg                                                                                     | Bertil Norström               | Norrköping-Linköping stadsteater | Scenografi och kostym                                                       |
| 1962 | Fröken Julie                                                                                    | August Strindberg | John Zacharias                | Norrköping-Linköping stadsteater | Scenografi och kostym                                                       |
| 1962 | Jeppe på berget Jeppe paa Bierget                                                               | Ludvig Holberg Översättning Ebbe Linde                                                                                                | John Zacharias                | Norrköping-Linköping stadsteater | Scenografi och kostym                                                       |
| 1962 | Advokaten Patelin La Farce de maître Pierre Pathelin                                            | David Augustin de Brueys och Jean de Palaprat Översättning Erik Staaf                                                                 | Lars Gerhard Norberg          | Norrköping-Linköping stadsteater | Scenografi och kostym                                                       |
| 1962 | Loppmarknad                                                                                     | Tore Zetterholm och Olle Adolphson | John Zacharias                | Norrköping-Linköping stadsteater |                                                                             |
| 1963 | Tokan L’Idiote                                                                                  | Marcel Achard Översättning Evert Lundström                                                                                            | Bertil Norström               | Norrköping-Linköping stadsteater |                                                                             |
| 1963 | Käre lögnare Dear Liar                                                                          | Jerome Kilty Översättning Sven Barthel                                                                                                | Lars Barringer                | Norrköping-Linköping stadsteater |                                                                             |
| 1963 | Min syster och jag Meine Schwester und ich                                                      | Ralph Benatzky Översättning Gösta Rybrant                                                                                             | Jackie Söderman               | Norrköping-Linköping stadsteater |                                                                             |
| 1963 | De löjliga mamsellerna Les précieuses ridicules                                                 | Molière Översättning Allan Bergstrand                                                                                                 | Lars Gerhard Norberg          | Norrköping-Linköping stadsteater | Scenografi och kostym                                                       |
| 1963 | Kvinna i morgonrock Woman in a Dressing Gown                                                    | Ted Willis Översättning Göran O Eriksson                                                                                              | John Zacharias                | Norrköping-Linköping stadsteater |                                                                             |
| 1964 | Antigone Ἀντιγόνη                                                                               | Sofokles Översättning Hjalmar Gullberg                                                                                                | Olof Molander                 | Norrköping-Linköping stadsteater | Scenografi och kostym                                                       |
| 1964 | La Traviata                                                                                     | Giuseppe Verdi och Francesco Maria Piave Översättning Alf Henrikson                                                                   | Sture Ericson                 | Norrköping-Linköping stadsteater |                                                                             |
| 1964 | Ett dockhem Et dukkehjem                                                                        | Henrik Ibsen Översättning Ernst Schönaich                                                                                             | Lars Barringer                | Norrköping-Linköping stadsteater |                                                                             |
| 1964 | Två herrars tjänare Il servitore di due padroni                                                 | Carlo Goldoni Översättning Kerstin Karte                                                                                              | Lars Gerhard Norberg          | Norrköping-Linköping stadsteater | Scenografi och kostym                                                       |
| 1964 | De kärlekslösa Natural affection                                                                | William Inge Översättning Lennart Lagerwall                                                                                           | John Zacharias                | Norrköping-Linköping stadsteater |                                                                             |
| 1964 | Grop åt andra La grande oreille                                                                 | Pierre-Aristide Bréal Översättning Sven Stolpe                                                                                        | Lars Barringer                | Norrköping-Linköping stadsteater | Tablåridå                                                                   |
| 1964 | Trettondagsafton, eller Vad ni vill Twelfth Night or What You Will                              | William Shakespeare Översättning Allan Bergstrand                                                                                     | John Zacharias                | Norrköping-Linköping stadsteater | Scenografi och kostym                                                       |
| 1965 | Mrs Warrens yrke Mrs Warren's profession                                                        | George Bernard Shaw Översättning Hugo Vallentin                                                                                       | Sture Ericson                 | Norrköping-Linköping stadsteater | Scenografi och kostym                                                       |
| 1965 | Soldaten Svejk                                                                                  | Karl Larsen Översättning Nils Beyer                                                                                                   | Lars Gerhard Norberg          | Norrköping-Linköping stadsteater |                                                                             |
| 1965 | Nej, vaudeville                                                                                 | Johan Ludvig Heiberg Översättning Calle Flygare                                                                                       | Bertil Norström               | Norrköping-Linköping stadsteater |                                                                             |
| 1965 | Kejsarens nya kläder                                                                            | Per Edström och Carl-Axel Dominique                                                                                                   | Ernst Günther                 | Norrköping-Linköping stadsteater |                                                                             |
| 1965 | Bernardas hus La Casa de Bernarda Alba                                                          | Federico García Lorca Översättning Karin Alin                                                                                         | Lars-Levi Læstadius           | Norrköping-Linköping stadsteater | Scenografi och kostym                                                       |
| 1965 | Herr Fancy                                                                                      | Arthur Johansson | John Zacharias                | Norrköping-Linköping stadsteater |                                                                             |
| 1966 | Fadren                                                                                          | August Strindberg | Ernst Günther                 | Norrköping-Linköping stadsteater | Scenografi och kostym                                                       |
| 1966 | Muren Große Schmährede an der Stadtmauer                                                        | Tankred Dorst Översättning Ingmar Björkstén och Johan Wrede                                                                           | Sture Ericson                 | Norrköping-Linköping stadsteater | Scenografi och kostym                                                       |
| 1966 | Kurvan Die Kurve                                                                                | Tankred Dorst Översättning Ingmar Björkstén och Johan Wrede                                                                           | Sture Ericson                 | Norrköping-Linköping stadsteater | Scenografi och kostym                                                       |
| 1966 | Mallorca, Mallorca                                                                              | Gunnar Hoffsten och Bertil Norström                                                                                                   | John Zacharias                | Norrköping-Linköping stadsteater |                                                                             |
| 1966 | Erasmus Montanus                                                                                | Ludvig Holberg Översättning Per Erik Wahlund                                                                                          | Torsten Sjöholm               | Norrköping-Linköping stadsteater |                                                                             |
| 1966 | Meteoren Der Meteor                                                                             | Friedrich Dürrenmatt Översättning Olof Molander                                                                                       | John Zacharias                | Norrköping-Linköping stadsteater |                                                                             |
| 1966 | Gertrud                                                                                         | Hjalmar Söderberg | John Zacharias                | Norrköping-Linköping stadsteater |                                                                             |
| 1967 | Balansgång A Delicate Balance                                                                   | Edward Albee Översättning Sven Barthel                                                                                                | Lars-Levi Læstadius           | Norrköping-Linköping stadsteater |                                                                             |
| 1967 | O du milda vilda väst eller Det blåser i sassafrasträden Du vent dans les branches de sassafras | René de Obaldia Översättning Göran O. Eriksson                                                                                        | Sture Ericson                 | Norrköping-Linköping stadsteater |                                                                             |
| 1967 | Den sönderslagna krukan Der zerbrochene Krug                                                    | Heinrich von Kleist Översättning Nils Personne                                                                                        | Sture Ericson                 | Norrköping-Linköping stadsteater |                                                                             |
| 1967 | Himmelrikets nycklar eller Sankte Per vandrar på jorden                                         | August Strindberg | Johan Falck                   | Norrköping-Linköping stadsteater | Scenografi och kostym                                                       |
| 1967 | Den första synden Bereshit                                                                      | Aharon Megged Översättning Viveka Heyman                                                                                              | Abraham Asseo                 | Norrköping-Linköping stadsteater | Scenografi efter skisser av Arieh Navon                                     |
| 1968 | Spelman på taket Fiddler on the Roof                                                            | Joseph Stein, Jerry Bock och Sheldon Harnick Översättning Ola Nilsson och Bertil Norström                                             | John Zacharias                | Norrköping-Linköping stadsteater | Scenografi efter Boris Aronsons originalskisser till New York-uppsättningen |
| 1968 | I våras                                                                                         | Bengt Ahlfors, Frej Lindqvist, Erna Tauro och Pentti Lasanen                                                                          | Bertil Norström               | Norrköping-Linköping stadsteater |                                                                             |
| 1968 | ”SOS” eller Sanningen Om Säkerheten                                                             | Tore Zetterholm | Lars Gerhard Norberg          | Norrköping-Linköping stadsteater |                                                                             |
| 1968 | Biografi Biographie Ein Spiel                                                                   | Max Frisch Översättning John W Walldén                                                                                                | Torsten Sjöholm               | Norrköping-Linköping stadsteater |                                                                             |
| 1969 | Cabaret                                                                                         | John Kander, Fred Ebb och Joe Masteroff Översättning Agneta Ginsburg och Bertil Norström                                              | John Zacharias                | Norrköping-Linköping stadsteater |                                                                             |
| 1969 | Halva kungariket                                                                                | Allan Edwall | Lars Gerhard Norberg          | Norrköping-Linköping stadsteater |                                                                             |
| 1970 | En skön tanke                                                                                   | Sonja Åkesson, Tage Danielsson, Sandro Key-Åberg, Björn Håkanson, Göran Palm, Jan Myrdal, Inga Lindsjö, Gunnar Ohrlander, Sven Andrén | Evert Lindberg                | Norrköping-Linköping stadsteater |                                                                             |
| 1970 | Hoppa — vi har nät We bombed in New Haven                                                       | Joseph Heller Översättning Sigbrit och Carl-Olof Lång                                                                                 | Torsten Sjöholm               | Norrköping-Linköping stadsteater |                                                                             |
| 1970 | Ä’ke det gudomligt                                                                              | Bertil Norström | Bertil Norström               | Norrköping-Linköping stadsteater | Scenografi och kostym                                                       |
| 1970 | Prylar                                                                                          | Ingrid Sjöstrand | Lars Gerhard Norberg          | Norrköping-Linköping stadsteater |                                                                             |
| 1970 | Berättelser från Landshut Landshuter Erzählungen                                                | Martin Sperr Översättning Anders Carlberg                                                                                             | Lars Gerhard Norberg          | Norrköping-Linköping stadsteater |                                                                             |
| 1972 | Canterburysägner Canterbury Tales                                                               | Martin Starkie, Nevill Coghill, Richard Hill och John Hawkins Översättning Britt G. Hallqvist                                         | Torsten Sjöholm               | Norrköping-Linköping stadsteater | Scenografi och kostym                                                       |
| 1972 | Marta, Marta                                                                                    | Sara Lidman | Torsten Sjöholm               | Norrköping-Linköping stadsteater |                                                                             |
| 1973 | Slott och koja Ein Strick mit einem Ende                                                        | Karel Kraus, Zdeněk Mahler och Peter Rada Översättning Herbert Grevenius                                                              | Bertil Norström               | Norrköping-Linköping stadsteater | Scenografi och kostym                                                       |
| 1973 | Brott och brott                                                                                 | August Strindberg | John Zacharias                | Norrköping-Linköping stadsteater |                                                                             |
| 1973 | Änklingars hus Widowers' Houses                                                                 | George Bernard Shaw Översättning Johan Falck                                                                                          | Johan Falck                   | Norrköping-Linköping stadsteater |                                                                             |
| 1973 | Ett frieri Предложение, Predloženie                                                             | Anton Tjechov | Torsten Sjöholm               | Norrköping-Linköping stadsteater |                                                                             |
| 1974 | Sommarnattens leende A Little Night Music                                                       | Stephen Sondheim och Hugh Wheeler Översättning Björn Barlach                                                                          | Torsten Sjöholm               | Norrköping-Linköping stadsteater | Tillsammans med Ulrika Friberger                                            |
| 1974 | Leva loppan La puce à l'oreille                                                                 | Georges Feydeau Översättning Stig Ahlgren                                                                                             | Lars Gerhard Norberg          | Norrköping-Linköping stadsteater |                                                                             |
| 1974 | Drömmen om Balder Drømmen om Balder                                                             | Kaj Nissen Översättning Lisa Genell-Harrie                                                                                            | Mårten Harrie                 | Norrköping-Linköping stadsteater |                                                                             |
| 1975 | Göta Kanal                                                                                      | Lars Gerhard Norberg, Bertil Norström och Jan-Olof Lindstedt                                                                          | Lars Gerhard Norberg          | Norrköping-Linköping stadsteater |                                                                             |
| 1975 | Brevbäraren från Arles Postbudet fra Arles                                                      | Ernst Bruun Olsen Översättning Per Erik Wahlund                                                                                       | Torsten Sjöholm               | Norrköping-Linköping stadsteater |                                                                             |
| 1976 | Gabrielle                                                                                       | Ninne Olsson | Göran Sarring                 | Norrköping-Linköping stadsteater |                                                                             |
| 1976 | Tribadernas natt                                                                                | P.O. Enquist | John Zacharias                | Norrköping-Linköping stadsteater |                                                                             |
| 1979 | Krisen The Crisis: The True Story About How the World Almost Ended                              | John Somerville Översättning Lars Gerhard Norberg                                                                                     | Lars Gerhard Norberg          | Norrköping-Linköping stadsteater |                                                                             |